# WTA Finals 2018 - Singolare
Caroline Wozniacki era la detentrice del titolo, ma è stata eliminata al round robin.
Elina Svitolina ha vinto il titolo sconfiggendo in finale Sloane Stephens con il punteggio di 3-6, 6-2, 6-2.

## Giocatrici
1. Angelique Kerber (round robin)
2. Caroline Wozniacki (round robin)
3. Naomi Ōsaka (round robin)
4. Petra Kvitová (round robin)

1. Sloane Stephens (finale)
2. Elina Svitolina (campionessa)
3. Karolína Plíšková (semifinale)
4. Kiki Bertens (semifinale)

### Riserve
1. Daria Kasatkina (non ha giocato)

1. Anastasija Sevastova (non ha giocato)

## Tabellone

### Legenda
| - Q = Qualificato - WC = Wild card - LL = Lucky loser | - ALT = Alternate - SE = Special Exempt - PR = Protected Ranking | - w/o = Walkover - r = Ritirato - d = Squalificato |

### Fase finale
|  | Semifinali | Semifinali        | Semifinali | Semifinali | Semifinali |  |  | Finale | Finale          | Finale | Finale | Finale |  |
|  |            |                   |            |            |            |  |  |        |                 |        |        |        |  |
|  | 5          | Sloane Stephens   | 0          | 6          | 6          |  |  |        |                 |        |        |        |  |
|  | 7          | Karolína Plíšková | 6          | 4          | 1          |  |  | 5      | Sloane Stephens | 6      | 2      | 2      |  |
|  | 8          | Kiki Bertens      | 5          | 7          | 4          |  |  | 6      | Elina Svitolina | 3      | 6      | 6      |  |
|  | 6          | Elina Svitolina   | 7          | 65         | 6          |  |  |        |                 |        |        |        |  |

### Gruppo Rosso
|   |                  | Kerber        | Ōsaka         | Stephens         | Bertens          | RR V-P | Set V-P | Game V-P | Classifica |
| 1 | Angelique Kerber |               | 6–4, 5–7, 6–4 | 3–6, 3–6         | 6–1, 3–6, 4–6    | 1–2    | 3–4     | 36–40    | 3          |
| 3 | Naomi Ōsaka      | 4–6, 7–5, 4–6 |               | 5–7, 6–4, 1–6    | 3–6, rit.        | 0–3    | 2–6†    | 30–40    | 4          |
| 5 | Sloane Stephens  | 6–3, 6–3      | 7–5, 4–6, 6–1 |                  | 7–6(4), 2–6, 6–3 | 3–0    | 6–2     | 44–33    | 1          |
| 8 | Kiki Bertens     | 1–6, 6–3, 6–4 | 6–3, rit.     | 6(4)–7, 6–2, 3–6 |                  | 2–1    | 5–3†    | 34–31    | 2          |

La classifica viene stilata in base ai seguenti criteri: 1) Numero di vittorie; 2) Numero di partite giocate; 3) Scontri diretti (in caso di due giocatori pari merito); 4) Percentuale di set vinti o di game vinti (in caso di tre giocatori pari merito); 5) Decisione della commissione

† In base alle regole della WTA, il ritiro di Osaka contro Bertens viene considerato come una sconfitta in due set.

### Gruppo Bianco
|   |                    | Wozniacki     | Kvitová       | Svitolina     | Plíšková      | RR V-P | Set V-P | Game V-P | Classifica |
| 2 | Caroline Wozniacki |               | 7–5, 3–6, 6–2 | 7–5, 5–7, 3–6 | 2–6, 4–6      | 1–2    | 3–4     | 37–43    | 3          |
| 4 | Petra Kvitová      | 5–7, 6–3, 2–6 |               | 3–6, 3–6      | 3–6, 4–6      | 0–3    | 1–6     | 26–40    | 4          |
| 6 | Elina Svitolina    | 5–7, 7–5, 6–3 | 6–3, 6–3      |               | 6–3, 2–6, 6–3 | 3–0    | 6–2     | 44–33    | 1          |
| 7 | Karolína Plíšková  | 6–2, 6–4      | 6–3, 6–4      | 3–6, 6–2, 3–6 |               | 2–1    | 5–2     | 36–27    | 2          |

La classifica viene stilata in base ai seguenti criteri: 1) Numero di vittorie; 2) Numero di partite giocate; 3) Scontri diretti (in caso di due giocatori pari merito); 4) Percentuale di set vinti o di game vinti (in caso di tre giocatori pari merito); 5) Decisione della commissione